# به آقا با عشق (آهنگ)
«به آقا با عشق» موضوع فیلم جیمز کلیول به آقا، با عشق محصول ۱۹۷۶ است. این آهنگ توسط خواننده و بازیگر بریتانیایی لولو (که در این فیلم نیز بازی کرده است) اجرا شد و توسط دان بلک و مارک لندن (شوهر مدیر قدیمی لولو ماریون میسی ) نوشته شد. میکی ماست این آلبوم را با تنظیم و رهبری مایک لیندر تهیه کرد. این آهنگ در صدر بیلبورد هات ۱۰۰ قرار گرفت و به پرفروش‌ترین تک آهنگ سال ۱۹۶۷ در ایالات متحده تبدیل شد.

## پیش‌زمینه
در آن زمان، لولو را تبدیل به دومین هنرمند زن بریتانیایی کرد که در طول دوره راک لیست، پس از «مرکز شهر» پتولا کلارک در سال ۱۹۶۵ در صدر چارت‌های ایالات متحده قرار گرفت – و ورا لین پس از «مرکز شهر» سومین شد که در تاریخ کلی نمودارهای ایالات متحده بود. «خداحافظ عزیزم» لین در سال ۱۹۵۲ - و تاکنون اولین نفر از دو هنرمند انفرادی زن اسکاتلندی است که به این شاهکار دست یافته است. شینا ایستون در ماه مه ۱۹۸۱ با " قطار صبحگاهی (۹ تا ۵) " در صدر جدول ایالات متحده قرار گرفت.